# Puchar Świata w biathlonie 2015/2016
Puchar Świata w biathlonie 2015/2016 – 39. edycja zawodów o Puchar Świata w tej dyscyplinie sportu. Cykl rozpoczął się 29 listopada 2015 r. biegiem pojedynczych sztafet mieszanych w szwedzkiej miejscowości Östersund, a zakończył się 19 marca 2016 r. w rosyjskim Chanty-Mansyjsku biegiem pościgowym mężczyzn. Na początku marca w Oslo/Holmenkollen odbyły się mistrzostwa świata, zaliczane do klasyfikacji generalnej.
Obrońcami tytułów w klasyfikacji generalnej u kobiet była Białorusinka Darja Domraczewa, natomiast u mężczyzn Francuz Martin Fourcade, który obronił tytuł, zapewniając go sobie 10 marca 2016 po biegu indywidualnym podczas mistrzostw świata, zostając zwycięzcą cyklu po raz piąty z rzędu, wygrywając małe Kryształowe Kule w każdej z konkurencji. Tytuł przed pierwotnie planowaną ostatnią konkurencją sezonu u kobiet po raz pierwszy w karierze zdobyła Czeszka Gabriela Soukalová. Bezkonkurencyjna była także w sprincie, biegu na dochodzenie i biegu masowym. Bieg indywidualny wygrała Włoszka Dorothea Wierer. Natomiast, najlepszą z Polek okazała się Krystyna Guzik, która zanotowała najlepszy sezon w karierze, zajmując 10. pozycję w klasyfikacji generalnej.
W sztafetach najlepsi okazali się Norwegowie (u mężczyzn) oraz Niemki (u kobiet). Taka sama sytuacja wystąpiła również w Pucharze Narodów. Klasyfikację sztafet mieszanych wygrali Norwegowie.

## Kalendarz zawodów
Sezon tradycyjnie rozpoczął się od startów w szwedzkim Östersund, pod koniec listopada. Po raz pierwszy zainaugurowała sezon pojedyncza sztafeta mieszana. Tydzień później biathloniści zagościli w Hochfilzen. Następnie zawodnicy pojechali do Pokljuki. Po Nowym Roku, jak co roku miały się odbyć zawody w Oberhofie, ale zostały odwołane i przełożone do Ruhpolding, gdzie zawody trwały aż 2 tygodnie. Potem, pod koniec stycznia odbyły się zawody w Anterselvie. W porównaniu do ubiegłego sezonu z kalendarza wypadły zawody w Nowym Meście i w Kontiolahti. Ich miejsce zajęły zawody w Canmore i powracające po 5 latach przerwy zawody w Presque Isle. Imprezami wieńczącymi sezon były mistrzostwa świata w Oslo/Holmenkollen, oraz starty w Chanty-Mansyjsku na Syberii.
23 grudnia 2015 r. poinformowano, że zawody w Oberhofie zostały odwołane i przeniesione z powodu braku śniegu. 27 grudnia przeniesiono te zawody do Ruhpolding, gdzie zawodnicy rywalizowali dwa tygodnie z rzędu.

### Starty
- Östersund (29 listopada–6 grudnia 2015)
- Hochfilzen (11–13 grudnia 2015)
- Pokljuka (17–20 grudnia 2015)
- Oberhof  Ruhpolding (8–10 stycznia 2016)
- Ruhpolding (13–17 stycznia 2016)
- Rasen-Antholz (21–24 stycznia 2016)
- Canmore (4–7 lutego 2016)
- Presque Isle (11–13 lutego 2016)
- Oslo/Holmenkollen (3–13 marca 2016)
- Chanty-Mansyjsk (17–19 marca[a] 2016)

## Zwycięzcy

### Kobiety

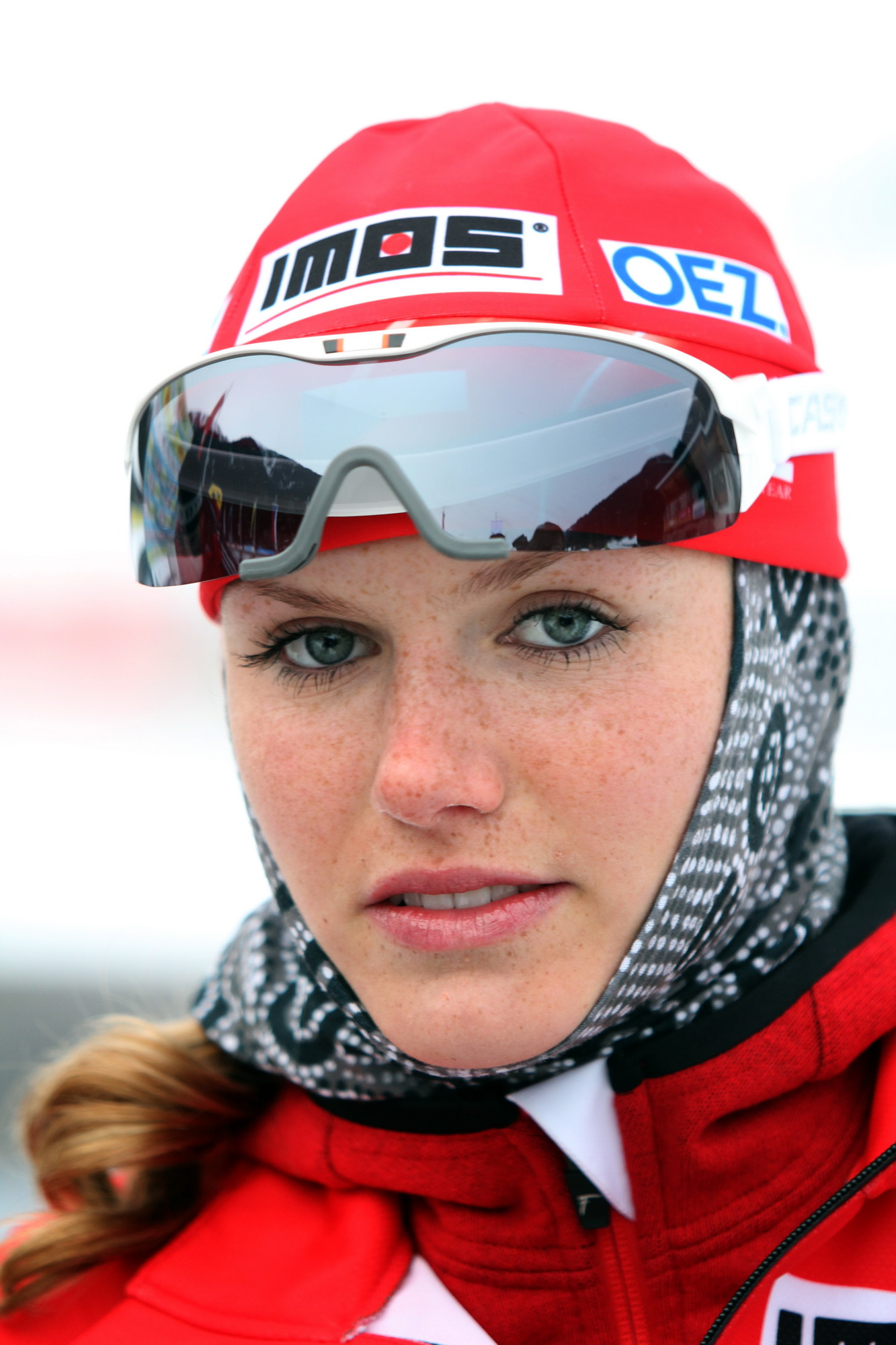
Gabriela Soukalová, zwyciężczyni klasyfikacji generalnej Pucharu Świata, klasyfikacji biegu na dochodzenie, klasyfikacji biegu masowego oraz triumfatorka klasyfikacji sprintu
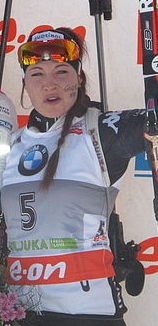
Dorothea Wierer, zwyciężczyni klasyfikacji biegu indywidualnego
Reprezentantki Niemiec, zwyciężczynie klasyfikacji sztafet oraz klasyfikacji Pucharu Narodów

### Mężczyźni

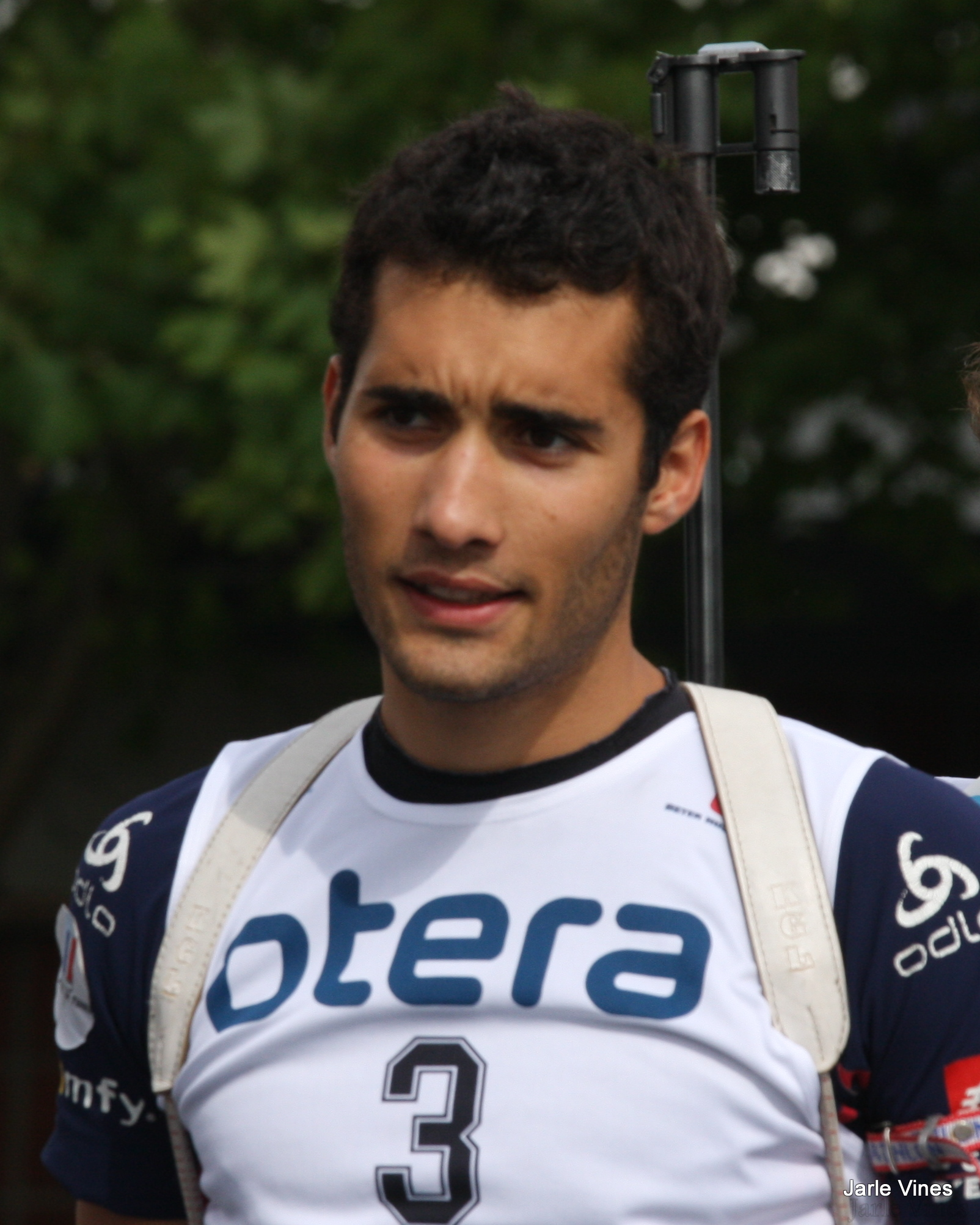
Martin Fourcade, zwycięzca klasyfikacji generalnej Pucharu Świata, klasyfikacji sprintu, klasyfikacji biegu na dochodzenie i biegu indywidualnego oraz klasyfikacji biegu masowego
Reprezentanci Norwegii, zwycięzcy klasyfikacji sztafet oraz klasyfikacji Pucharu Narodów

### Sztafety mieszane

Reprezentacja Norwegii, zwycięzcy klasyfikacji sztafet mieszanych

## Wyniki

### Östersund
| Data         | Konkurencja                  | K/M | Zwycięzcy | Top 10 | Polacy | źr.    |
| ------------ | ---------------------------- | --- | --- | --- | --- | ------ |
| 29 listopada | Pojedyncza sztafeta mieszana | K/M | 1. Norwegia 36:27,3 (1+7) (Nicolaisen, Birkeland) 2. Kanada +11,9 (0+9) (Crawford, Smith) 3. Niemcy +13,2 (1+8) (Hammerschmidt, Böhm)                                                            | 4. Szwecja 5. Rosja 6. Finlandia 7. Ukraina 8. Łotwa 9. Włochy 10. Japonia                                                                          | 14. Polska +2:32,1 (3+15) (Nowakowska, Janik) | [ 8 ]  |
| 29 listopada | Sztafeta mieszana            | K/M | 1. Norwegia 1:11:42.6 (0+9) (Birkeland, Eckhoff, J. T. Bø, T. Bø) 2. Niemcy +33.6 (0+7) (F. Hildebrand, Eckhoff, Doll, Schempp) 3. Czechy +1:11.5 (0+11) (Vítková, Soukalová, Šlesingr, Moravec) | 4. Francja 5. Szwecja 6. Rosja 7. Białoruś 8. Słowenia 9. Kanada 10. Stany Zjednoczone                                                              | 13. Polska +3:28.4 (1+6) (Guzik, Hojnisz, Guzik, Szczurek) | [ 9 ]  |
| 2 grudnia    | Bieg indywidualny            | M   | 1. Ole Einar Bjørndalen 50:14.5 (0) 2. Simon Schempp +27.1 (1) 3. Aleksiej Wołkow +38.2 (0) | 4. Emil Hegle Svendsen 5. Quentin Fillon Maillet 6. Simon Fourcade 7. Simon Eder 8. Dominik Landertinger 9. Lars Helge Birkeland 10. Serhij Semenow | 65. Grzegorz Guzik +6:52.0 (3) 69. Łukasz Szczurek +7:12.0 (3) 80. Rafał Penar +8:27.9 (4)                                                                        | [ 10 ] |
| 3 grudnia    | Bieg indywidualny            | K   | 1. Dorothea Wierer 42:17.0 (0) 2. Marie Dorin Habert +14.1 (2) 3. Ołena Pidhruszna +37.8 (0) | 4. Tiril Eckhoff 5. Gabriela Soukalová 6. Nadieżda Skardino 7. Veronika Vítková 8. Lisa Hauser 9. Anaïs Bescond 10. Franziska Hildebrand            | 11. Krystyna Guzik +2:21.3 (2) 20. Magdalena Gwizdoń +3:33.6 (3) 21. Monika Hojnisz +3:34.9 (2) 81. Kinga Mitoraj +8:28.0 (5) 82. Weronika Nowakowska +8:32.5 (8) | [ 11 ] |
| 5 grudnia    | Sprint                       | M   | 1. Martin Fourcade 24:02.0 (2) 2. Arnd Peiffer +51.6 (1) 3. Ole Einar Bjørndalen +55.2 (2) | 4. Quentin Fillon Maillet 5. Benedikt Doll 6. Johannes Thingnes Bø 7. Emil Hegle Svendsen 8. Dmytro Pidruczny 9. Nathan Smith 10. Macx Davies       | 87. Grzegorz Guzik +4:32.2 (5) 93. Mateusz Janik +5:02.2 (6) 94. Łukasz Szczurek +5:06.5 (6)                                                                      | [ 12 ] |
| 5 grudnia    | Sprint                       | K   | 1. Gabriela Soukalová 19:46.2 (0) 2. Federica Sanfilippo +15.0 (0) 3. Ołena Pidhruszna +38.4 (1)                                                                                                 | 4. Franziska Preuß 5. Tiril Eckhoff 6. Marie Dorin Habert 7. Olga Abramowa 8. Karin Oberhofer 9. Vanessa Hinz 10. Kaisa Mäkäräinen                  | 21. Weronika Nowakowska +1:14.8 (2) 24. Magdalena Gwizdoń +1:21.2 (2) 36. Monika Hojnisz +1:44.0 (2) 39. Kinga Mitoraj +1:53.7 (0) 45. Krystyna Guzik +1:59.0 (2) | [ 13 ] |
| 6 grudnia    | Bieg pościgowy               | M   | 1. Martin Fourcade 31:22.4 (3) 2. Arnd Peiffer +35.1 (1) 3. Quentin Fillon Maillet +55.2 (2) | 4. Tarjei Bø 5. Emil Hegle Svendsen 6. Benedikt Doll 7. Dmitrij Małyszko 8. Jewgienij Garaniczew 9. Dmytro Pidruczny 10. Nathan Smith               | Polacy nie zakwalifikowali się | [ 14 ] |
| 6 grudnia    | Bieg pościgowy               | K   | 1. Kaisa Mäkäräinen 30:45.1 (2) 2. Dorothea Wierer +1.9 (1) 3. Franziska Hildebrand +3.3 (0) | 4. Marie Dorin Habert 5. Gabriela Soukalová 6. Franziska Preuß 7. Marte Olsbu 8. Veronika Vítková 9. Tiril Eckhoff 10. Ołena Pidhruszna             | 14. Magdalena Gwizdoń +1:33.3 (2) 24. Krystyna Guzik +2:42.4 (2) 40. Monika Hojnisz +3:37.3 (4) 47. Weronika Nowakowska +4:10.4 (6) 50. Kinga Mitoraj +4:20.5 (3) | [ 15 ] |

### Hochfilzen
| Data       | Konkurencja    | K/M | Zwycięzcy | Top 10 | Polacy | źr.    |
| ---------- | -------------- | --- | --- | --- | --- | ------ |
| 11 grudnia | Sprint         | K   | 1. Franziska Hildebrand 20:04.1 (0) 2. Maren Hammerschmidt +15.1 (0) 3. Miriam Gössner +21.0 (1) | 4. Anaïs Bescond 5. Lucie Charvátová 6. Laura Dahlmeier 7. Julija Dżima 8. Gabriela Soukalová 9. Karin Oberhofer 10. Marie Dorin Habert           | 19. Krystyna Guzik +55.3 (1) 35. Magdalena Gwizdoń +1:21.9 (2) 41. Weronika Nowakowska 1:28.3 (2) 49. Monika Hojnisz +1:42.3 (2) 76. Kinga Mitoraj +2:15.9 (2) | [ 16 ] |
| 11 grudnia | Sprint         | M   | 1. Simon Schempp 23:52.3 (0) 2. Martin Fourcade +9.9 (1) 3. Tarjei Bø +18.9 (0) | 4. Anton Szypulin 5. Dmitrij Małyszko 6. Jewgienij Garaniczew 7. Julian Eberhard 8. Benedikt Doll 9. Simon Desthieux 10. Emil Hegle Svendsen      | 51. Mateusz Janik +2:03.0 (1) 67. Grzegorz Guzik +2:25.1 (2) 100. Łukasz Szczurek +3:43.1 (3)                                                                  | [ 17 ] |
| 12 grudnia | Bieg pościgowy | K   | 1. Laura Dahlmeier 28:23.3 (1) 2. Maren Hammerschmidt +13.3 (3) 3. Gabriela Soukalová 18.5 (1) | 4. Franziska Hildebrand 5. Tiril Eckhoff 6. Julija Dżima 7. Olga Podczufarowa 8. Dorothea Wierer 9. Fanny Horn Birkeland 10. Nadieżda Skardino    | 20. Krystyna Guzik +1:34.5 (3) 25. Magdalena Gwizdoń +1:52.6 (3) 26. Weronika Nowakowska 1:55.6 (2) 41. Monika Hojnisz +3:05.1 (2)                             | [ 18 ] |
| 12 grudnia | Bieg pościgowy | M   | 1. Martin Fourcade 31:19.9 (2) 2. Simon Schempp +8.9 (1) 3. Anton Szypulin +19.1 (2) | 4. Tarjei Bø 5. Dominik Landertinger 6. Ole Einar Bjørndalen 7. Emil Hegle Svendsen 8. Quentin Fillon Maillet 9. Andreas Birnbacher 10. Jakov Fak | 58. Mateusz Janik +7:02.0 (7) | [ 19 ] |
| 13 grudnia | Sztafeta       | K   | 1. Włochy 1:05:32.6 (0+8) (Vittozzi, Oberhofer, Sanfilippo, Wierer) 2. Niemcy +0.2 (0+7) (Hildebrand, Hammerschmidt, Hinz, Preuß) 3. Ukraina +13.1 (0+10) (Dżima, Abramowa, Semerenko, Pidhruszna)               | 4. Polska 5. Francja 6. Czechy 7. Białoruś 8. Norwegia 9. Rosja 10. Kanada                                                                        | 4. Polska +27.5 (0+10) (Gwizdoń, Guzik, Hojnisz, Nowakowska)                                                                                                   | [ 20 ] |
| 13 grudnia | Sztafeta       | M   | 1. Rosja 1:11:40.8 (0+6) (Wołkow, Garaniczew, Małyszko, Szypulin) 2. Norwegia +3.1 (0+7) (L’Abée-Lund, J. T. Bø, T. Bø, Svendsen) 3. Francja +1:01.9 (0+6) (S. Fourcade, Fillon Maillet, Desthieux, M. Fourcade) | 4. Austria 5. Niemcy 6. Kanada 7. Szwecja 8. Stany Zjednoczone 9. Ukraina 10. Włochy                                                              | 20. (LPD) Polska (2+15) (Janik, Guzik, Szczurek, Penar) | [ 21 ] |

### Pokljuka
| Data       | Konkurencja    | K/M | Zwycięzcy                                                                                              | Top 10 | Polacy | źr.    |
| ---------- | -------------- | --- | --- | --- | --- | ------ |
| 17 grudnia | Sprint         | M   | 1. Simon Schempp 23:02.5 (0) 2. Ole Einar Bjørndalen +15.2 (0) 3. Jewgienij Garaniczew +25.1 (0)       | 4. Aleksiej Slepow 5. Martin Fourcade 6. Anton Szypulin 7. Quentin Fillon Maillet 8. Benedikt Doll 9. Tarjei Bø 10. Aleksiej Wołkow                 | 61. Grzegorz Guzik +2:17.2 (1) 75. Mateusz Janik +2:40.4 (1) 91. Rafał Penar +3:35.5 (1)                                                                | [ 22 ] |
| 18 grudnia | Sprint         | K   | 1. Marie Dorin Habert 20:17.8 (0) 2. Laura Dahlmeier +1.1 (0) 3. Franziska Hildebrand +13.0 (0)        | 4. Veronika Vítková 5. Gabriela Soukalová 6. Susan Dunklee 7. Maren Hammerschmidt 8. Krystyna Guzik 9. Franziska Preuß 10. Kaisa Mäkäräinen         | 8. Krystyna Guzik +41.2 (1) 11. Monika Hojnisz +48.2 (1) 14. Magdalena Gwizdoń +57.0 (1) 74. Weronika Nowakowska +2:40.7 (4) 75. Kamila Żuk +2:44.4 (2) | [ 23 ] |
| 19 grudnia | Bieg pościgowy | M   | 1. Simon Schempp 30:46.5 (0) 2. Martin Fourcade +16.6 (1) 3. Anton Szypulin +23.4 (2)                  | 4. Tarjei Bø 5. Quentin Fillon Maillet 6. Jewgienij Garaniczew 7. Emil Hegle Svendsen 8. Ole Einar Bjørndalen 9. Tim Burke 10. Simon Fourcade       | Polacy nie zakwalifikowali się | [ 24 ] |
| 19 grudnia | Bieg pościgowy | K   | 1. Laura Dahlmeier 30:08.9 (0) 2. Marie Dorin Habert +18.0 (0) 3. Kaisa Mäkäräinen +55.2 (1)           | 4. Gabriela Soukalová 5. Franziska Preuß 6. Vanessa Hinz 7. Veronika Vítková 8. Hilde Fenne 9. Eva Puskarčíková 10. Susan Dunklee                   | 17. Monika Hojnisz +2:24.9 (3) 18. Magdalena Gwizdoń +2:32.9 (2) DNF Krystyna Guzik (8)                                                                 | [ 25 ] |
| 20 grudnia | Bieg masowy    | M   | 1. Jean-Guillaume Béatrix 35:33.7 (0) 2. Emil Hegle Svendsen +0.3 (1) 3. Ole Einar Bjørndalen +2.5 (2) | 4. Simon Schempp 5. Andreas Birnbacher 6. Simon Desthieux 7. Martin Fourcade 8. Johannes Thingnes Bø 9. Dominik Windisch 10. Quentin Fillon Maillet | Polacy nie startowali | [ 26 ] |
| 20 grudnia | Bieg masowy    | K   | 1. Kaisa Mäkäräinen 34:40.2 (1) 2. Gabriela Soukalová +11.8 (0) 3. Olga Podczufarowa +27.7 (0)         | 4. Veronika Vítková 5. Nadieżda Skardino 6. Ołena Pidhruszna 7. Marie Dorin Habert 8. Lisa Theresa Hauser 9. Vanessa Hinz 10. Franziska Preuß       | 15. Monika Hojnisz +1:35.5 (2) 21. Krystyna Guzik +2:13.4 (3) 27. Magdalena Gwizdoń +3:37.0 (5)                                                         | [ 27 ] |

### Ruhpolding (1)
Zawody miały się odbyć w Oberhofie.
| Data        | Konkurencja    | K/M | Zwycięzcy                                                                                       | Top 10 | Polacy | źr.    |
| ----------- | -------------- | --- | ----------------------------------------------------------------------------------------------- | --- | --- | ------ |
| 8 stycznia  | Sprint         | M   | 1. Johannes Thingnes Bø 21:57.5 (0) 2. Tarjei Bø +3.0 (0) 3. Emil Hegle Svendsen +7.6 (0)       | 4. Martin Fourcade 5. Sven Grossegger 6. Simon Eder 7. Dominik Landertinger 8. Michal Šlesingr 9. Andreas Birnbacher 10. Dmytro Pidruczny                | 50. Mateusz Janik +1:50.9 (0) 88. Grzegorz Guzik +2:59.2 (3) 91. Łukasz Szczurek +3:16.2 (2)                                                                   | [ 28 ] |
| 8 stycznia  | Sprint         | K   | 1. Franziska Hildebrand 19:46.5 (0) 2. Gabriela Soukalová +0.3 (0) 3. Kaisa Mäkäräinen +2.3 (0) | 4. Laura Dahlmeier 5. Olga Podczufarowa 6. Dorothea Wierer 7. Ołena Pidhruszna 8. Julija Dżima 9. Veronika Vítková 10. Darja Wirołajnen                  | 24. Krystyna Guzik +1:21.5 (1) 26. Magdalena Gwizdoń +1:24.4 (2) 28. Monika Hojnisz +1:27.4 (1) 47. Weronika Nowakowska +1:50.7 (2) 90. Kamila Żuk +3:53.5 (4) | [ 29 ] |
| 9 stycznia  | Bieg pościgowy | M   | 1. Simon Eder 33:19.1 (1) 2. Martin Fourcade +4.2 (2) 3. Michal Šlesingr +5.1 (0)               | 4. Tarjei Bø 5. Emil Hegle Svendsen 6. Nathan Smith 7. Johannes Thingnes Bø 8. Ondřej Moravec 9. Jewgienij Garaniczew 10. Dmytro Pidruczny               | 58. Mateusz Janik +7:03.5 (6) | [ 30 ] |
| 9 stycznia  | Bieg pościgowy | K   | 1. Laura Dahlmeier 32:35.9 (1) 2. Gabriela Soukalová +7.3 (1) 3. Dorothea Wierer +53.6 (2)      | 4. Tiril Eckhoff 5. Marie Dorin Habert 6. Paulína Fialková 7. Veronika Vítková 8. Julija Dżima 9. Franziska Hildebrand 10. Ołena Pidhruszna              | 26. Magdalena Gwizdoń +2:30.8 (2) 30. Krystyna Guzik +2:46.9 (3) 31. Monika Hojnisz +3:03.3 (3) 46. Weronika Nowakowska +4:22.0 (5)                            | [ 31 ] |
| 10 stycznia | Bieg masowy    | M   | 1. Martin Fourcade 34:07.2 (1) 2. Ondřej Moravec +13.7 (0) 3. Tarjei Bø +29.7 (3)               | 4. Dmytro Pidruczny 5. Arnd Peiffer 6. Simon Fourcade 7. Jewgienij Garaniczew 8. Quentin Fillon Maillet 9. Andrejs Rastorgujevs 10. Johannes Thingnes Bø | Polacy nie startowali | [ 32 ] |
| 10 stycznia | Bieg masowy    | K   | 1. Laura Dahlmeier 33:17.7 (0) 2. Marie Dorin Habert +15.3 (1) 3. Tiril Eckhoff +21.9 (2)       | 4. Anaïs Bescond 5. Ołena Pidhruszna 6. Susan Dunklee 7. Gabriela Soukalová 8. Magdalena Gwizdoń 9. Veronika Vítková 10. Fuyuko Tachizaki                | 8. Magdalena Gwizdoń +50.7 (0) 12. Monika Hojnisz +1:15.2 (2) 22. Krystyna Guzik +2:04.7 (4)                                                                   | [ 33 ] |

### Ruhpolding (2)
| Data        | Konkurencja       | K/M | Zwycięzcy | Top 10 | Polacy | źr.    |
| ----------- | ----------------- | --- | --- | --- | --- | ------ |
| 13 stycznia | Bieg indywidualny | M   | 1. Martin Fourcade 50:53.9 (1) 2. Simon Eder +17.5 (1) 3. Anton Szypulin +28.9 (1) | 4. Ondřej Moravec 5. Maksim Cwietkow 6. Jewgienij Garaniczew 7. Torstein Stenersen 8. Benedikt Doll 9. Erlend Bjøntegaard 10. Michal Krčmář          | 47. Łukasz Szczurek +4:35.7 (2) 58. Grzegorz Guzik +5:12.1 (3) 66. Krzysztof Pływaczyk +6:19.9 (3)                                                    | [ 34 ] |
| 14 stycznia | Bieg indywidualny | K   | 1. Dorothea Wierer 40:19.9 (0) 2. Kaisa Mäkäräinen +54.8 (1) 3. Gabriela Soukalová +1:09.9 (1) | 4. Franziska Hildebrand 5. Selina Gasparin 6. Marie Dorin Habert 7. Paulína Fialková 8. Federica Sanfilippo 9. Laura Dahlmeier 10. Olga Podczufarowa | 11. Krystyna Guzik +1:57.4 (1) 31. Magdalena Gwizdoń +3:35.7 (2) 36. Monika Hojnisz +4:08.5 (3) 47. Weronika Nowakowska +4:54.1 (4) DNS Kinga Mitoraj | [ 35 ] |
| 15 stycznia | Sztafeta          | M   | 1. Norwegia 1:17:05.0 (0+12) (Bjørndalen, J. T. Bø, T. Bø, Svendsen) 2. Rosja +14.6 (0+6) (Wołkow, Garaniczew, Cwietkow, Szypulin) 3. Austria +35.8 (1+7) (Grossegger, Eberhard, Eder, Landertinger)      | 4. Francja 5. Niemcy 6. Stany Zjednoczone 7. Włochy 8. Czechy 9. Bułgaria 10. Kanada                                                                 | 23. (LPD) Polska (3+15) (Pływaczyk, Guzik, Janik, Szczurek)                                                                                           | [ 36 ] |
| 16 stycznia | Bieg masowy       | K   | 1. Gabriela Soukalová 41:13.2 (0) 2. Franziska Hildebrand +13.9 (1) 3. Laura Dahlmeier +24.4 (2) | 4. Tiril Eckhoff 5. Maren Hammerschmidt 6. Nadieżda Skardino 7. Julija Dżima 8. Dorothea Wierer 9. Marie Dorin Habert 10. Karin Oberhofer            | 11. Krystyna Guzik +1:24.0 (3) 14. Magdalena Gwizdoń +1:37.8 (2) 21. Monika Hojnisz +2:33.1 (4)                                                       | [ 37 ] |
| 16 stycznia | Bieg masowy       | M   | 1. Erik Lesser 40:29.3 (0) 2. Martin Fourcade +9.8 (1) 3. Jewgienij Garaniczew +13.1 (1) | 4. Anton Szypulin 5. Michal Krčmář 6. Simon Schempp 7. Ondřej Moravec 8. Simon Desthieux 9. Simon Eder 10. Emil Hegle Svendsen                       | Polacy nie startowali | [ 38 ] |
| 17 stycznia | Sztafeta          | K   | 1. Ukraina 1:16:14.2 (1+4) (Warwyneć, Dżima, Semerenko, Pidhruszna) 2. Niemcy +1.2 (2+11) (Horchler, Gössner, Hammerschmidt, Dahlmeier) 3. Włochy +43.8 (0+10) (Vittozzi, Oberhofer, Runggaldier, Wierer) | 4. Rosja 5. Norwegia 6. Czechy 7. Francja 8. Polska 9. Kanada 10. Słowacja                                                                           | 8. Polska 1:18:07.2 (1+14) (Gwizdoń, Hojnisz, Nowakowska, Guzik)                                                                                      | [ 39 ] |

### Anterselva
| Data        | Konkurencja    | K/M | Zwycięzcy | Top 10 | Polacy | źr.    |
| ----------- | -------------- | --- | --- | --- | --- | ------ |
| 21 stycznia | Sprint         | K   | 1. Olga Podczufarowa 21:01.9 (0) 2. Dorothea Wierer +8.0 (1) 3. Jekatierina Jurłowa +22.1 (0) | 4. Anaïs Bescond 5. Ołena Pidhruszna 6. Marie Dorin Habert 7. Karin Oberhofer 8. Veronika Vítková 9. Gabriela Soukalová 10. Miriam Gössner | 12. Magdalena Gwizdoń +49.9 (1) 13. Monika Hojnisz +50.1 (1) 26. Krystyna Guzik +1:11.7 (1) 63. Weronika Nowakowska +2:21.1 (4) DNS Karolina Pitoń | [ 40 ] |
| 22 stycznia | Sprint         | M   | 1. Simon Schempp 23:01.2 (0) 2. Maksim Cwietkow +5.8 (0) 3. Tarjei Bø +10.8 (1) | 4. Jean Guillaume Beatrix 5. Anton Szypulin 6. Simon Eder 7. Krasimir Anew 8. Johannes Thingnes Bø 9. Arnd Peiffer 10. Simon Fourcade      | 68. Łukasz Szczurek +2:12.9 (0) 90. Grzegorz Guzik +2:46.8 (3) 95. Krzysztof Pływaczyk +3:07.0 (2)                                                 | [ 41 ] |
| 23 stycznia | Bieg pościgowy | K   | 1. Jekatierina Jurłowa 30:07.3 (1) 2. Selina Gasparin +12.0 (1) 3. Dorothea Wierer +18.0 (3) | 4. Tiril Eckhoff 5. Krystyna Guzik 6. Karin Oberhofer 7. Gabriela Soukalová 8. Olga Podczufarowa 9. Wałentyna Semerenko 10. Anaïs Bescond  | 5. Krystyna Guzik +51.9 (2) 16. Monika Hojnisz +1:22.9 (4) 28. Magdalena Gwizdoń +1:47.1 (4)                                                       | [ 42 ] |
| 23 stycznia | Bieg pościgowy | M   | 1. Anton Szypulin 31:51.9 (2) 2. Simon Schempp +10.3 (1) 3. Johannes Thingnes Bø +14.1 (3) | 4. Martin Fourcade 5. Arnd Peiffer 6. Simon Eder 7. Anton Babikow 8. Tarjei Bø 9. Dominik Landertinger 10. Jewgienij Garaniczew            | Polacy nie zakwalifikowali się | [ 43 ] |
| 24 stycznia | Sztafeta       | K   | 1. Francja 1:07:53.5 (0+8) (Braisaz, Bescond, Chevalier, Dorin Habert) 2. Czechy +17.2 (2+7) (Puskarčíková, Charvátová, Soukalová, Vítková) 3. Rosja +21.1 (0+10) (Szumiłowa, Zagorujko, Jurłowa, Podczufarowa) | 4. Włochy 5. Norwegia 6. Szwecja 7. Białoruś 8. Kazachstan 9. Ukraina 10. Niemcy                                                           | 11. Polska 1:09:58.7 (4+7) (Gwizdoń, Nowakowska, Hojnisz, Guzik)                                                                                   | [ 44 ] |
| 24 stycznia | Sztafeta       | M   | 1. Rosja 1:12:42.8 (0+7) (Cwietkow, Garaniczew, Małyszko, Szypulin) 2. Niemcy +1.0 (1+4) (Lesser, Doll, Peiffer, Schempp) 3. Norwegia +22.9 (0+7) (Bjørndalen, Birkeland, J. T. Bø, Bjøntegaard)                | 4. Austria 5. Francja 6. Stany Zjednoczone 7. Słowacja 8. Czechy 9. Szwajcaria 10. Estonia                                                 | Polacy nie startowali | [ 45 ] |

### Canmore
| Data     | Konkurencja                  | K/M | Zwycięzcy | Top 10 | Polacy | źr.    |
| -------- | ---------------------------- | --- | --- | --- | --- | ------ |
| 4 lutego | Sprint                       | M   | 1. Martin Fourcade 23:51.5 (0) 2. Anton Szypulin +15.7 (0) 3. Simon Schempp +18.7 (0) | 4. Julian Eberhard 5. Dominik Landertinger 6. Simon Eder 7. Simon Fourcade 8. Dominik Windisch 9. Alexander Os 10. Jewgienij Garaniczew    | 55. Grzegorz Guzik +2:39.6 (2) 72. Łukasz Szczurek +3:35.0 (1)                                                               | [ 46 ] |
| 5 lutego | Sprint                       | K   | 1. Ołena Pidhruszna 19:56.9 (0) 2. Krystyna Guzik +7.5 (0) 3. Dorothea Wierer +12.4 (1)                                                                                                  | 4. Monika Hojnisz 5. Baiba Bendika 6. Franziska Preuß 7. Gabriela Soukalová 8. Iryna Warwyneć 9. Karolin Horchler 10. Kaisa Mäkäräinen     | 2. Krystyna Guzik +7.5 (0) 4. Monika Hojnisz +14.1 (1) 18. Magdalena Gwizdoń +1:14.2 (2) 41. Weronika Nowakowska +2:06.3 (4) | [ 47 ] |
| 6 lutego | Bieg masowy                  | M   | 1. Dominik Windisch 40:37.1 (1) 2. Benedikt Doll +4.1 (4) 3. Quentin Fillon Maillet +8.6 (3)                                                                                             | 4. Dominik Landertinger 5. Andrejs Rastorgujevs 6. Martin Fourcade 7. Tim Burke 8. Arnd Peiffer 9. Ondřej Moravec 10. Matej Kazár          | Polacy nie startowali | [ 48 ] |
| 6 lutego | Bieg masowy                  | K   | 1. Dorothea Wierer 36:50.0 (1) 2. Marie Dorin Habert +20.8 (1) 3. Gabriela Soukalová +50.3 (1)                                                                                           | 4. Kaisa Mäkäräinen 5. Franziska Hildebrand 6. Anaïs Bescond 7. Laura Dahlmeier 8. Miriam Gössner 9. Darja Wirołajnen 10. Ołena Pidhruszna | 24. Krystyna Guzik +3:24.2 (6) 26. Magdalena Gwizdoń +3:58.7 (5) 28. Monika Hojnisz +4:32.3 (7)                              | [ 49 ] |
| 7 lutego | Pojedyncza sztafeta mieszana | K/M | 1. Francja 37:59.0 (0+4) (Dorin Habert, M. Fourcade) 2. Austria +45.2 (0+8) (Hauser, Eder) 3. Norwegia +55.3 (0+7) (Fenne, L. H. Birkeland)                                              | 4. Rosja 5. Włochy 6. Ukraina 7. Niemcy 8. Łotwa 9. Szwecja 10. Japonia                                                                    | 14. Polska +3:10.3 (2+9) (K. Guzik, G. Guzik)                                                                                | [ 50 ] |
| 7 lutego | Sztafeta mieszana            | K/M | 1. Niemcy 1:05:38.8 (0+4) (Hildebrand, Preuß, Peiffer, Schempp) 2. Włochy +1:12.9 (1+10) (Wierer, Oberhofer, Hofer, Windisch) 3. Norwegia +1:23.8 (0+7) (Olsbu, Solemdal, Os, Bogetveit) | 4. Stany Zjednoczone 5. Francja 6. Kanada 7. Szwajcaria 8. Rosja 9. Szwecja 10. Czechy                                                     | Polacy nie startowali | [ 51 ] |

### Presque Isle
| Data      | Konkurencja    | K/M | Zwycięzcy | Top 10 | Polacy                                                                                               | źr.    |
| --------- | -------------- | --- | --- | --- | --- | ------ |
| 11 lutego | Sprint         | M   | 1. Johannes Thingnes Bø 24:38.8 (0) 2. Anton Szypulin +27.9 (0) 3. Martin Fourcade +28.9 (1) | 4. Erik Lesser 5. Serafin Wiestner 6. Benjamin Weger 7. Andrejs Rastorgujevs 8. Tarjei Bø 9. Arnd Peiffer 10. Erlend Bjøntegaard               | 62. Grzegorz Guzik +2:55.6 (3) 70. Łukasz Szczurek +3:18.4 (2)                                       | [ 52 ] |
| 11 lutego | Sprint         | K   | 1. Gabriela Soukalová 20:02.2 (0) 2. Susan Dunklee +17.8 (0) 3. Krystyna Guzik +19.1 (0) | 4. Marie Dorin Habert 5. Kaisa Mäkäräinen 6. Selina Gasparin 7. Dorothea Wierer 8. Anaïs Bescond 9. Kaia Wøien Nicolaisen 10. Veronika Vítková | 17. Magdalena Gwizdoń +1:09.3 (1) 52. Weronika Nowakowska +2:19.9 (3) 62. Monika Hojnisz +2:36.2 (3) | [ 53 ] |
| 12 lutego | Bieg pościgowy | M   | 1. Martin Fourcade 31:04.4 (2) 2. Johannes Thingnes Bø +24.8 (3) 3. Anton Szypulin +1:11.5 (2) | 4. Simon Eder 5. Erlend Bjøntegaard 6. Michal Šlesingr 7. Tim Burke 8. Władimir Iliew 9. Artem Pryma 10. Aleksandr Powarnicyn                  | Polacy nie zakwalifikowali się                                                                       | [ 54 ] |
| 12 lutego | Bieg pościgowy | K   | 1. Gabriela Soukalová 31:24.6 (3) 2. Kaisa Mäkäräinen +34.0 (3) 3. Marie Dorin Habert +38.8 (5) | 4. Krystyna Guzik 5. Susan Dunklee 6. Veronika Vítková 7. Ołena Pidhruszna 8. Kaia Wøien Nicolaisen 9. Dorothea Wierer 10. Jekatierina Jurłowa | 4. Krystyna Guzik +43.9 (3) 15. Magdalena Gwizdoń +1:45.5 (3) DNS Weronika Nowakowska                | [ 55 ] |
| 13 lutego | Sztafeta       | M   | 1. Norwegia 1:12:09.8 (0+7) (Birkeland, Bjøntegaard, J. T. Bø, T. Bø) 2. Francja +30.1 (0+2) (S. Fourcade, Fillon Maillet, Desthieux, Beatrix) 3. Niemcy +42.6 (0+11) (Lesser, Birnbacher, Böhm, Doll) | 4. Rosja 5. Stany Zjednoczone 6. Włochy 7. Ukraina 8. Białoruś 9. Austria 10. Kazachstan                                                       | Polacy nie startowali                                                                                | [ 56 ] |
| 13 lutego | Sztafeta       | K   | 1. Czechy 1:07:11.0 (1+14) (Puskarčíková, Charvátová, Soukalová, Vítková) 2. Ukraina +25.2 (0+12) (Warwyneć, Burdyga, Dżima, Pidhruszna) 3. Niemcy +25.4 (1+7) (Preuß, Kummer, Gössner, Horchler)      | 4. Polska 5. Włochy 6. Francja 7. Rosja 8. Szwecja 9. Austria 10. Stany Zjednoczone                                                            | 4. Polska 1:07:37.0 (0+7) (Gwizdoń, Hojnisz, Nowakowska, Guzik)                                      | [ 57 ] |

### Oslo/Holmenkollen
| Data     | Konkurencja       | K/M | Zwycięzcy | Top 10 | Polacy | źr.    |
| -------- | ----------------- | --- | --- | --- | --- | ------ |
| 3 marca  | Sztafeta mieszana | K/M | 1. Francja 1:14:01.0 (0+8) (Bescond, Dorin Habert, Fillon Maillet, Fourcade) 2. Niemcy +4.3 (0+7) (Preuß, Hildebrand, Peiffer, Schempp) 3. Norwegia +14.4 (0+10) (Olsbu, Eckhoff, J. T. Bø, T. Bø)      | 4. Ukraina 5. Austria 6. Czechy 7. Rosja 8. Włochy 9. Białoruś 10. Stany Zjednoczone                                                            | 20. Polska +5:17.1 (1+10) (Nowakowska, K. Guzik, Szczurek, G. Guzik)                                                                | [ 58 ] |
| 5 marca  | Sprint            | M   | 1. Martin Fourcade 25:35.4 (0) 2. Ole Einar Bjørndalen +26.9 (0) 3. Serhij Semenow +27.6 (0) | 4. Johannes Thingnes Bø 5. Dominik Windisch 6. Jewgienij Garaniczew 7. Arnd Peiffer 8. Simon Schempp 9. Dominik Landertinger 10. Władimir Iliew | 64. Mateusz Janik +2:38.5 (1) 76. Łukasz Szczurek +3:14.9 (2) 78. Grzegorz Guzik +3:23.7 (3)                                        | [ 59 ] |
| 5 marca  | Sprint            | K   | 1. Tiril Eckhoff 21:10.8 (0) 2. Marie Dorin Habert +15.0 (0) 3. Laura Dahlmeier +19.8 (1) | 4. Gabriela Soukalová 5. Dorothea Wierer 6. Mona Brorsson 7. Veronika Vítková 8. Susan Dunklee 9. Kaisa Mäkäräinen 10. Franziska Hildebrand     | 44. Monika Hojnisz +1:59.3 (2) 55. Magdalena Gwizdoń +2:18.6 (3) 60. Krystyna Guzik +2:27.2 (3) 75. Weronika Nowakowska +3:18.7 (4) | [ 60 ] |
| 6 marca  | Bieg pościgowy    | K   | 1. Laura Dahlmeier 30:49.2 (0) 2. Dorothea Wierer +48.3 (2) 3. Marie Dorin Habert +57.3 (3) | 4. Franziska Hildebrand 5. Ołena Pidhruszna 6. Franziska Preuß 7. Kaisa Mäkäräinen 8. Veronika Vítková 9. Julija Dżima 10. Susan Dunklee        | 29. Monika Hojnisz +3:19.1 (2) 30. Magdalena Gwizdoń +3:21.1 (2) DNS Krystyna Guzik                                                 | [ 61 ] |
| 6 marca  | Bieg pościgowy    | M   | 1. Martin Fourcade 32:56.5 (3) 2. Ole Einar Bjørndalen +20.1 (2) 3. Emil Hegle Svendsen +31.2 (1) | 4. Johannes Thingnes Bø 5. Jakov Fak 6. Simon Desthieux 7. Erik Lesser 8. Serhij Semenow 9. Anton Szypulin 10. Quentin Fillon Maillet           | Polacy nie zakwalifikowali się | [ 62 ] |
| 9 marca  | Bieg indywidualny | K   | 1. Marie Dorin Habert 44:02.8 (1) 2. Anaïs Bescond +12.2 (1) 3. Laura Dahlmeier +1:17.8 (2) | 4. Veronika Vítková 5. Gabriela Soukalová 6. Franziska Hildebrand 7. Krystyna Guzik 8. Dorothea Wierer 9. Iryna Warwyneć 10. Alexia Runggaldier | 7. Krystyna Guzik +1:39.4 (1) 12. Magdalena Gwizdoń +2:09.3 (1) 40. Monika Hojnisz +3:59.1 (3) 41. Weronika Nowakowska +4:15.0 (2)  | [ 63 ] |
| 10 marca | Bieg indywidualny | M   | 1. Martin Fourcade 49:13.9 (1) 2. Dominik Landertinger +5.1 (0) 3. Simon Eder +14.4 (0) | 4. Johannes Thingnes Bø 5. Michal Krčmář 6. Jakov Fak 7. Erik Lesser 8. Jewgienij Garaniczew 9. Andreas Birnbacher 10. Simon Fourcade           | 71. Rafał Penar +7:57.9 (2) 78. Łukasz Szczurek +8:40.7 (3) 80. Grzegorz Guzik +9:04.7 (4)                                          | [ 64 ] |
| 11 marca | Sztafeta          | K   | 1. Norwegia 1:07:10.0 (0+6) (Solemdal, Birkeland, Eckhoff, Olsbu) 2. Francja +5.3 (0+8) (Braisaz, Bescond, Chevalier, Dorin Habert) 3. Niemcy +28.6 (0+4) (Preuß, Hildebrand, Hammerschmidt, Dahlmeier) | 4. Polska 5. Ukraina 6. Czechy 7. Włochy 8. Kazachstan 9. Słowenia 10. Szwecja                                                                  | 4. Polska 1:08:18.4 (0+7) (Gwizdoń, Hojnisz, Nowakowska, Guzik)                                                                     | [ 65 ] |
| 12 marca | Sztafeta          | M   | 1. Norwegia 1:13:16.8 (0+6) (Bjørndalen, T. Bø, J. T. Bø, Svendsen) 2. Niemcy +11.5 (0+5) (Lesser, Doll, Peiffer, Schempp) 3. Kanada +23.4 (0+5) (C. Gow, Smith, S. Gow, Green)                         | 4. Austria 5. Czechy 6. Rosja 7. Szwecja 8. Stany Zjednoczone 9. Francja 10. Szwajcaria                                                         | 21. (LPD) Polska (1+11) (Janik, Guzik, Penar, Szczurek)                                                                             | [ 66 ] |
| 13 marca | Bieg masowy       | K   | 1. Marie Dorin Habert 35:28.5 (0) 2. Laura Dahlmeier +7.3 (1) 3. Kaisa Mäkäräinen +8.1 (1) | 4. Gabriela Soukalová 5. Anaïs Bescond 6. Veronika Vítková 7. Marte Olsbu 8. Franziska Preuß 9. Fanny Horn Birkeland 10. Nadieżda Skardino      | 19. Krystyna Guzik +1:40.3 (3) 23. Magdalena Gwizdoń +2:09.3 (2)                                                                    | [ 67 ] |
| 13 marca | Bieg masowy       | M   | 1. Johannes Thingnes Bø 37:05.1 (1) 2. Martin Fourcade +2.8 (1) 3. Ole Einar Bjørndalen +6.7 (0) | 4. Dominik Windisch 5. Arnd Peiffer 6. Tarjei Bø 7. Jakov Fak 8. Serhij Semenow 9. Anton Szypulin 10. Lowell Bailey                             | Polacy nie startowali | [ 68 ] |

### Chanty-Mansyjsk
| Data     | Konkurencja    | K/M | Zwycięzcy                                                                                  | Top 10 | Polacy                                                                                          | źr.    |
| -------- | -------------- | --- | ------------------------------------------------------------------------------------------ | --- | ----------------------------------------------------------------------------------------------- | ------ |
| 17 marca | Sprint         | K   | 1. Kaisa Mäkäräinen 20:42.3 (1) 2. Gabriela Soukalová +3.1 (0) 3. Marte Olsbu +4.8 (0)     | 4. Justine Braisaz 5. Dorothea Wierer 6. Franziska Preuß 7. Ołena Pidhruszna 8. Anaïs Bescond 9. Nadieżda Skardino 10. Marie Dorin Habert | 19. Krystyna Guzik +1:03.6 (1) 22. Magdalena Gwizdoń +1:10.1 (1) 51. Monika Hojnisz +2:03.0 (2) | [ 69 ] |
| 18 marca | Sprint         | M   | 1. Julian Eberhard 24:18.6 (0) 2. Simon Schempp +1.1 (0) 3. Arnd Peiffer +23.0 (0)         | 4. Dominik Landertinger 5. Erik Lesser 6. Tim Burke 7. Johannes Thingnes Bø 8. Benedikt Doll 9. Andrejs Rastorgujevs 10. Dominik Windisch | Polacy nie startowali                                                                           | [ 70 ] |
| 19 marca | Bieg pościgowy | K   | 1. Kaisa Mäkäräinen 30:06.7 (2) 2. Marie Dorin Habert +1.5 (1) 3. Dorothea Wierer +5.7 (1) | 4. Gabriela Soukalová 5. Franziska Preuß 6. Franziska Hildebrand 7. Ołena Pidhruszna 8. Marte Olsbu 9. Julija Dżima 10. Justine Braisaz   | 19. Krystyna Guzik +2:00.2 (3) 32. Magdalena Gwizdoń +2:48.2 (2) 33. Monika Hojnisz +2:56.2 (3) | [ 71 ] |
| 19 marca | Bieg pościgowy | M   | 1. Simon Schempp 33:27.8 (3) 2. Johannes Thingnes Bø +8.5 (1) 3. Erik Lesser +15.7 (2)     | 4. Benjamin Weger 5. Benedikt Doll 6. Tim Burke 7. Fredrik Lindström 8. Dominik Landertinger 9. Arnd Peiffer 10. Michal Šlesingr          | Polacy nie startowali                                                                           | [ 72 ] |
| 20 marca | Bieg masowy    | M   | Odwołany                                                                                   | Odwołany | Odwołany                                                                                        | [ 73 ] |
| 20 marca | Bieg masowy    | K   | Odwołany                                                                                   | Odwołany | Odwołany                                                                                        | [ 74 ] |

## Klasyfikacje

### Kobiety
| Miejsce | Zawodniczka          | Punkty |
| ------- | -------------------- | ------ |
| 1.      | Gabriela Soukalová   | 1074   |
| 2.      | Marie Dorin Habert   | 1028   |
| 3.      | Dorothea Wierer      | 944    |
| 4.      | Kaisa Mäkäräinen     | 892    |
| 5.      | Franziska Hildebrand | 793    |
| 6.      | Laura Dahlmeier      | 786    |
| 7.      | Ołena Pidhruszna     | 754    |
| 8.      | Veronika Vítková     | 703    |
| 9.      | Anaïs Bescond        | 666    |
| 10.     | Krystyna Guzik       | 566    |

| Miejsce | Zawodniczka         | Punkty |
| ------- | ------------------- | ------ |
| 11.     | Tiril Eckhoff       | 544    |
| 12.     | Franziska Preuß     | 533    |
| 13.     | Julija Dżima        | 494    |
| 14.     | Susan Dunklee       | 492    |
| 15.     | Lisa Hauser         | 479    |
| 16.     | Olga Podczufarowa   | 458    |
| 17.     | Karin Oberhofer     | 453    |
| 18.     | Magdalena Gwizdoń   | 449    |
| 19.     | Nadieżda Skardino   | 443    |
| 20.     | Jekatierina Jurłowa | 440    |
|         |                     |        |
| 26.     | Monika Hojnisz      | 306    |
| 70.     | Weronika Nowakowska | 35     |
| 101.    | Kinga Mitoraj       | 2      |

| Miejsce | Zawodniczka          | Punkty |
| ------- | -------------------- | ------ |
| 1.      | Dorothea Wierer      | 154    |
| 2.      | Marie Dorin Habert   | 152    |
| 3.      | Gabriela Soukalová   | 128    |
| 4.      | Franziska Hildebrand | 112    |
| 5.      | Anaïs Bescond        | 107    |
| 6.      | Veronika Vítková     | 106    |
| 7.      | Krystyna Guzik       | 96     |
| 8.      | Kaisa Mäkäräinen     | 93     |
| 9.      | Nadieżda Skardino    | 93     |
| 10.     | Laura Dahlmeier      | 80     |
|         |                      |        |
| 16.     | Magdalena Gwizdoń    | 60     |
| 34.     | Monika Hojnisz       | 26     |

| Miejsce | Zawodniczka          | Punkty |
| ------- | -------------------- | ------ |
| 1.      | Gabriela Soukalová   | 413    |
| 2.      | Marie Dorin Habert   | 336    |
| 3.      | Dorothea Wierer      | 327    |
| 4.      | Kaisa Mäkäräinen     | 309    |
| 5.      | Ołena Pidhruszna     | 299    |
| 6.      | Franziska Hildebrand | 275    |
| 7.      | Veronika Vítková     | 238    |
| 8.      | Anaïs Bescond        | 234    |
| 9.      | Laura Dahlmeier      | 213    |
| 10.     | Krystyna Guzik       | 212    |
|         |                      |        |
| 19.     | Magdalena Gwizdoń    | 160    |
| 24.     | Monika Hojnisz       | 119    |
| 69.     | Weronika Nowakowska  | 20     |
| 95.     | Kinga Mitoraj        | 2      |

| Miejsce | Zawodniczka          | Punkty |
| ------- | -------------------- | ------ |
| 1.      | Gabriela Soukalová   | 354    |
| 2.      | Dorothea Wierer      | 348    |
| 3.      | Marie Dorin Habert   | 331    |
| 4.      | Kaisa Mäkäräinen     | 324    |
| 5.      | Laura Dahlmeier      | 265    |
| 6.      | Franziska Hildebrand | 237    |
| 7.      | Ołena Pidhruszna     | 224    |
| 8.      | Veronika Vítková     | 217    |
| 9.      | Franziska Preuß      | 213    |
| 10.     | Tiril Eckhoff        | 189    |
|         |                      |        |
| 17.     | Krystyna Guzik       | 154    |
| 20.     | Magdalena Gwizdoń    | 140    |
| 34.     | Monika Hojnisz       | 80     |
| 66.     | Weronika Nowakowska  | 15     |

| Miejsce | Zawodniczka          | Punkty |
| ------- | -------------------- | ------ |
| 1.      | Gabriela Soukalová   | 241    |
| 2.      | Laura Dahlmeier      | 236    |
| 3.      | Marie Dorin Habert   | 228    |
| 4.      | Tiril Eckhoff        | 179    |
| 5.      | Ołena Pidhruszna     | 169    |
| 6.      | Franziska Hildebrand | 164    |
| 7.      | Olga Podczufarowa    | 158    |
| 8.      | Nadieżda Skardino    | 148    |
| 9.      | Julija Dżima         | 142    |
| 10.     | Kaisa Mäkäräinen     | 134    |
|         |                      |        |
| 13.     | Krystyna Guzik       | 104    |
| 19.     | Magdalena Gwizdoń    | 95     |
| 21.     | Monika Hojnisz       | 81     |

| Miejsce | Reprezentacja | Punkty |
| ------- | ------------- | ------ |
| 1.      | Niemcy        | 235    |
| 2.      | Ukraina       | 234    |
| 3.      | Francja       | 228    |
| 4.      | Czechy        | 228    |
| 5.      | Włochy        | 227    |
| 6.      | Polska        | 193    |
| 7.      | Rosja         | 189    |
| 8.      | Norwegia      | 174    |
| 9.      | Szwecja       | 163    |
| 10.     | Kazachstan    | 154    |

| Miejsce | Reprezentacja | Punkty |
| ------- | ------------- | ------ |
| 1.      | Niemcy        | 7406   |
| 2.      | Francja       | 7176   |
| 3.      | Czechy        | 6944   |
| 4.      | Włochy        | 6822   |
| 5.      | Ukraina       | 6803   |
| 6.      | Rosja         | 6361   |
| 7.      | Norwegia      | 6324   |
| 8.      | Polska        | 6021   |
| 9.      | Szwecja       | 5415   |
| 10.     | Białoruś      | 5390   |

### Mężczyźni
| Miejsce | Zawodnik             | Punkty |
| ------- | -------------------- | ------ |
| 1.      | Martin Fourcade      | 1151   |
| 2.      | Johannes Thingnes Bø | 820    |
| 3.      | Anton Szypulin       | 806    |
| 4.      | Simon Schempp        | 769    |
| 5.      | Simon Eder           | 714    |
| 6.      | Tarjei Bø            | 708    |
| 7.      | Jewgienij Garaniczew | 659    |
| 8.      | Benedikt Doll        | 602    |
| 9.      | Dominik Landertinger | 600    |
| 10.     | Emil Hegle Svendsen  | 595    |

| Miejsce | Zawodnik               | Punkty |
| ------- | ---------------------- | ------ |
| 11.     | Arnd Peiffer           | 589    |
| 12.     | Quentin Fillon Maillet | 580    |
| 13.     | Ole Einar Bjørndalen   | 577    |
| 14.     | Erik Lesser            | 553    |
| 15.     | Tim Burke              | 467    |
| 16.     | Simon Desthieux        | 449    |
| 17.     | Lowell Bailey          | 443    |
| 18.     | Michal Šlesingr        | 424    |
| 19.     | Andreas Birnbacher     | 421    |
| 20.     | Andrejs Rastorgujevs   | 394    |

| Miejsce | Zawodnik               | Punkty |
| ------- | ---------------------- | ------ |
| 1.      | Martin Fourcade        | 140    |
| 2.      | Simon Eder             | 138    |
| 3.      | Dominik Landertinger   | 105    |
| 4.      | Anton Szypulin         | 100    |
| 5.      | Johannes Thingnes Bø   | 90     |
| 6.      | Andreas Birnbacher     | 87     |
| 7.      | Ole Einar Bjørndalen   | 84     |
| 8.      | Jewgienij Garaniczew   | 82     |
| 9.      | Simon Schempp          | 79     |
| 10.     | Quentin Fillon Maillet | 78     |

| Miejsce | Zawodnik             | Punkty |
| ------- | -------------------- | ------ |
| 1.      | Martin Fourcade      | 379    |
| 2.      | Simon Schempp        | 316    |
| 3.      | Johannes Thingnes Bø | 298    |
| 4.      | Arnd Peiffer         | 262    |
| 5.      | Anton Szypulin       | 251    |
| 6.      | Tarjei Bø            | 234    |
| 7.      | Benedikt Doll        | 222    |
| 8.      | Julian Eberhard      | 220    |
| 9.      | Simon Eder           | 213    |
| 10.     | Dominik Landertinger | 207    |

| Miejsce | Zawodnik             | Punkty |
| ------- | -------------------- | ------ |
| 1.      | Martin Fourcade      | 391    |
| 2.      | Anton Szypulin       | 300    |
| 3.      | Johannes Thingnes Bø | 278    |
| 4.      | Tarjei Bø            | 267    |
| 5.      | Simon Eder           | 254    |
| 6.      | Simon Schempp        | 251    |
| 7.      | Emil Hegle Svendsen  | 229    |
| 8.      | Jewgienij Garaniczew | 219    |
| 9.      | Erik Lesser          | 201    |
| 10.     | Arnd Peiffer         | 181    |

| Miejsce | Zawodnik               | Punkty |
| ------- | ---------------------- | ------ |
| 1.      | Martin Fourcade        | 242    |
| 2.      | Quentin Fillon Maillet | 162    |
| 3.      | Anton Szypulin         | 155    |
| 4.      | Johannes Thingnes Bø   | 154    |
| 5.      | Jewgienij Garaniczew   | 153    |
| 6.      | Arnd Peiffer           | 146    |
| 7.      | Benedikt Doll          | 141    |
| 8.      | Tarjei Bø              | 139    |
| 9.      | Dominik Windisch       | 135    |
| 10.     | Simon Desthieux        | 129    |

| Miejsce | Reprezentacja     | Punkty |
| ------- | ----------------- | ------ |
| 1.      | Norwegia          | 282    |
| 2.      | Rosja             | 255    |
| 3.      | Niemcy            | 236    |
| 4.      | Francja           | 217    |
| 5.      | Austria           | 209    |
| 6.      | Stany Zjednoczone | 184    |
| 7.      | Kanada            | 173    |
| 8.      | Włochy            | 160    |
| 9.      | Ukraina           | 151    |
| 10.     | Szwajcaria        | 151    |
|         |                   |        |
| 25.     | Polska            | 59     |

| Miejsce | Reprezentacja     | Punkty |
| ------- | ----------------- | ------ |
| 1.      | Norwegia          | 7808   |
| 2.      | Niemcy            | 7518   |
| 3.      | Rosja             | 7178   |
| 4.      | Francja           | 7113   |
| 5.      | Austria           | 6795   |
| 6.      | Stany Zjednoczone | 5988   |
| 7.      | Ukraina           | 5831   |
| 8.      | Czechy            | 5688   |
| 9.      | Włochy            | 5471   |
| 10.     | Kanada            | 5459   |
|         |                   |        |
| 22.     | Polska            | 2625   |

### Sztafety mieszane
| Miejsce | Reprezentacja | Punkty |
| ------- | ------------- | ------ |
| 1.      | Norwegia      | 264    |
| 2.      | Niemcy        | 252    |
| 3.      | Francja       | 223    |
| 4.      | Rosja         | 191    |
| 5.      | Kanada        | 183    |
| 6.      | Austria       | 181    |
| 7.      | Włochy        | 179    |
| 8.      | Ukraina       | 177    |
| 9.      | Szwecja       | 176    |
| 10.     | Czechy        | 173    |

| Miejsce | Reprezentacja     | Punkty |
| ------- | ----------------- | ------ |
| 11.     | Stany Zjednoczone | 156    |
| 12.     | Białoruś          | 141    |
| 13.     | Szwajcaria        | 134    |
| 14.     | Kazachstan        | 133    |
| 15.     | Słowenia          | 130    |
| 16.     | Japonia           | 130    |
| 17.     | Finlandia         | 129    |
| 18.     | Rumunia           | 117    |
| 19.     | Słowacja          | 115    |
| 20.     | Polska            | 103    |

## Wyniki Polaków

### Indywidualne
Kobiety
| Zawodniczka   | IN | SP | PU | SP | PU | SP | PU  | MS | SP | PU | MS | IN  | MS | SP  | PU | SP | MS | SP | PU  | SP | PU  | IN | MS | SP | PU |
| K. Guzik      | 11 | 45 | 24 | 19 | 20 | 8  | DNF | 21 | 24 | 30 | 22 | 11  | 11 | 26  | 5  | 2  | 24 | 3  | 4   | 60 | DNS | 7  | 19 | 19 | 19 |
| M. Gwizdoń    | 20 | 24 | 14 | 35 | 25 | 14 | 18  | 27 | 26 | 26 | 8  | 31  | 14 | 12  | 28 | 18 | 26 | 17 | 15  | 55 | 30  | 12 | 23 | 22 | 32 |
| M. Hojnisz    | 21 | 36 | 40 | 49 | 41 | 11 | 17  | 15 | 28 | 31 | 12 | 36  | 21 | 13  | 16 | 4  | 28 | 62 | q   | 44 | 29  | 40 | –  | 51 | 33 |
| K. Mitoraj    | 81 | 39 | 50 | 76 | q  | –  | –   | –  | –  | –  | –  | DNS | –  | –   | –  | –  | –  | –  | –   | –  | –   | –  | –  | –  | –  |
| W. Nowakowska | 82 | 21 | 47 | 41 | 26 | 74 | q   | –  | 47 | 46 | –  | 47  | –  | 63  | q  | 41 | –  | 52 | DNS | 75 | q   | 41 | –  | –  | –  |
| K. Pitoń      | –  | –  | –  | –  | –  | –  | –   | –  | –  | –  | –  | –   | –  | DNS | q  | –  | –  | –  | –   | –  | –   | –  | –  | –  | –  |
| K. Żuk        | –  | –  | –  | –  | –  | 75 | q   | –  | 90 | q  | –  | –   | –  | –   | –  | –  | –  | –  | –   | –  | –   | –  | –  | –  | –  |

Mężczyźni
| Zawodnik     | IN | SP | PU | SP  | PU | SP | PU | MS | SP | PU | MS | IN | MS | SP | PU | SP | MS | SP | PU | SP | PU | IN | MS | SP | PU |
| G. Guzik     | 65 | 87 | q  | 67  | q  | 61 | q  | –  | 88 | q  | –  | 58 | –  | 90 | q  | 55 | –  | 62 | q  | 78 | q  | 80 | –  | –  | –  |
| M. Janik     | –  | 93 | q  | 51  | 58 | 75 | q  | –  | 50 | 58 | –  | –  | –  | –  | –  | –  | –  | –  | –  | 64 | q  | –  | –  | –  | –  |
| R. Penar     | 80 | –  | –  | –   | –  | 91 | q  | –  | –  | –  | –  | –  | –  | –  | –  | –  | –  | –  | –  | –  | –  | 71 | –  | –  | –  |
| K. Pływaczyk | –  | –  | –  | –   | –  | –  | –  | –  | –  | –  | –  | 66 | –  | 95 | q  | –  | –  | –  | –  | –  | –  | –  | –  | –  | –  |
| Ł. Szczurek  | 69 | 94 | q  | 100 | q  | –  | –  | –  | 91 | q  | –  | 47 | –  | 68 | q  | 72 | –  | 70 | q  | 76 | q  | 78 | –  | –  | –  |

### Drużynowe
Kobiety
| RL | RL | RL | RL | RL |
| -- | -- | -- | -- | -- |
| 4  | 8  | 11 | 4  | 4  |

Mężczyźni
| RL     | RL     | RL | RL | RL     |
| ------ | ------ | -- | -- | ------ |
| LPD 20 | LPD 23 | –  | –  | LPD 21 |

Sztafety mieszane
| RM | RM | RM |
| -- | -- | -- |
| 13 | –  | 20 |

Pojedyncze sztafety mieszane
| SR | SR |
| -- | -- |
| 14 | 14 |

| Legenda oznaczeń | Legenda oznaczeń                                                          |
| ---------------- | ------------------------------------------------------------------------- |
| SP               | Sprint                                                                    |
| PU               | Bieg pościgowy (na dochodzenie)                                           |
| IN               | Bieg indywidualny                                                         |
| MS               | Bieg masowy                                                               |
| RL               | Sztafeta                                                                  |
| MR               | Sztafeta mieszana                                                         |
| SR               | Pojedyncza sztafeta mieszana                                              |
| DNS              | Zawodnik/czka został/a zgłoszony/a do rywalizacji, ale nie wystartował/a. |
| DNF              | Zawodnik/czka nie ukończył/a biegu.                                       |
| DSQ              | Zawodnik/czka został/a zdyskwalifikowany/a.                               |
| LPD              | Zawodnik/czka został/a zdublowany/a.                                      |
| q                | Zawodnik/czka nie zakwalifikował/a się do biegu pościgowego.              |
| –                | Zawodnik/czka nie startował/a w konkursie.                                |
| odw.             | Zawody zostały odwołane.                                                  |
| Kolory           |                                                                           |
| Złoty            | Pierwsze miejsce                                                          |
| Srebrny          | Drugie miejsce                                                            |
| Brązowy          | Trzecie miejsce                                                           |
| Jasnoniebieski   | miejsca 4 - 40                                                            |
| czerwony         | DSQ, DNF, DNS                                                             |